# TXNニュースワイド11
『TXNニュースワイド11』（ティーエックスエヌ - イレブン）は、1990年10月1日から1997年9月26日までテレビ東京（TXN）で放送された平日昼のワイドニュース番組である。

## 概要
お昼時間帯では、当時、他局系列では全例のない1時間枠（11:00 - 12:00）の大型ニュースワイド番組であった。テレビ東京では伝統の「ニュース番組における他局競合時間帯を避けた編成」スタイルは、この番組にも適用され、ストレートニュースは他局の昼前・昼ニュース放送時間帯をより大幅に早い11時台前半に放送、『NBCナイトリーニュース』の一部も、オープニングつきで放送していた。11:30からは『株式ニュース』（前場終値）を内包していた。
阪神・淡路大震災やオウム真理教事件など、重大なニュースが入った場合は放送時間を前倒しすることがあった。
全体に、TXN系列の強みである経済ニュースの比率が他局系列より多い傾向があったとはいえ、後の『NEWS MARKET 11』に比べれば、一般的なニュース内容が多かった。
放送開始当初、航空アナリストの中村浩美がメインキャスターを担当したことでも有名である。また、4代目キャスターの高原寛司は声がハスキーで視聴者から苦情などがあったことから、1996年6月10日（月）に「喉にポリープがある」との理由で降板した。天気予報担当の矢玉みゆきは、この番組で長く担当していた。
番組終了後、テレビ東京系列の昼ニュースは、『ニュースウォッチ』（10分）と『株式ニュース』（20分番組）に分割の上、縮小した。以来、TXNの平日昼ニュースは「11時から、10分程の一般ニュースと15 - 20分の前場終値」という形を踏襲している。また、同系列では、当時『TXNニュースワイド 夕方いちばん』の放送を開始、夕方のニュース番組に力を入れることとなった。
岐阜放送は当番組からTXN昼ニュースのネット受けを開始（1992年4月）したが、2010年10月改編で終了した。

## 歴代キャスター
（特記のない人物は当時テレビ東京アナウンサー）
| 期間      | 期間      | 男性               | 女性       |
| --------- | --------- | ------------------ | ---------- |
| 1990.10.1 | 1993.4.2  | 中村浩美           | 岡山玲子   |
| 1993.4.5  | 1995.3.31 | 久保田麻三留       | 槇徳子     |
| 1995.4.3  | 1996.3.29 | 榎田卓央           | 八塩圭子   |
| 1996.4.1  | 1996.6.10 | 高原寛司、梅津智史 | 茅原ますみ |
| 1996.6.11 | 1997.6.27 | 梅津智史           | 茅原ますみ |
| 1997.6.30 | 1997.9.26 | 岡田晃、梅津智史   | 茅原ますみ |